# Lambert Ludolph Helm
Lambert Ludolph Helm, auch: Lambertus Ludolfus Helm, auch Pithopoeus, Kuiper, (* 21. März 1535 in Deventer; † 20. Januar 1596 in Heidelberg) war ein niederländischer Humanist, Pädagoge und lateinischer Dichter.

## Leben
Helm war Sohn eines Schullehrers. Er studierte ab 1553 an der Universität Rostock und wechselte 1558 an die Universität Wittenberg. Dort besuchte er unter anderem Vorlesungen von Philipp Melanchthon und erwarb am 16. Februar 1559 den akademischen Grad eines Magisters an der philosophischen Fakultät. Im Anschluss an seine Studien kehrte er in seine Heimatstadt zurück und errichtete dort eine Schule, die in wenigen Jahren einen guten Ruf erlangte.
1563 folgte er einem Ruf als Direktor an das Pädagogium in Heidelberg, wo er selbst Dialektik, Rhetorik und griechische Sprache unterrichtete. Bald darauf wurde er als Professor für Poesie und Eloquenz an die Universität Heidelberg berufen und war Lehrer am Kollegium der Sapienz. Da Ludwig VI. in der Kirchenpolitik von der reformierten zur lutherischen Konfession umschwenkte, folgte Helm seinen Kollegen an das Collegium Casimirianum in Neustadt an der Haardt.
Nach dem Tod Ludwigs VI. wurde wieder das reformierte Glaubensbekenntnis an der Heidelberger Akademie eingeführt. Daraufhin kehrte Helm dorthin zurück und hatte den Lehrstuhl als Professor der klassischen Sprachen bis zu seinem Tod inne. Als gefeierter Philologe und Dichter hatte sich Helm einen guten Ruf erworben. Seine Schriften sind ausschließlich in lateinischer Sprache abgefasst. Zudem gab er die Commentarien von Zacharias Ursinus heraus.
Öffentlich wirkte er in akademischen Reden und in repräsentativer Lyrik. Neben älteren Kontakten traten die gelehrten Freundschaften zu den Lehrern, Geistlichen und Professoren des Heidelberger Späthumanismus, wie Johannes Posthius, in den Vordergrund.
Lambert Helm war 26 Jahre lang mit Adelheid Christophora Helm verheiratet, die wie er aus Deventer stammte. Als sie 1586 mit 51 Jahren starb, stiftete Helm ihr zu Ehren eine im Chor der Peterskirche Heidelberg angebrachte Gedenktafel. Auch ihr Grabstein befindet sich in der dortigen Universitätskapelle. Lambert Helm wurde 1596 neben seiner Ehefrau bestattet, sein Grabstein ging jedoch nach Überführung in die städtischen Sammlungen (1879) verloren.
Von den sechs Söhnen und drei Töchtern, die aus der Ehe der Helms hervorgingen, lebten nach dem Tod der Mutter noch die Tochter Sara(h) und die Zwillingsbrüder Christoph und Daniel. Sarah Helm heiratete am 16. Februar 1591 Pfarrer Johannes Adam.

## Werkauswahl
- De Studio Poetices Oratio. Heidelberg 1576
- Oratio de Studio et Caussis Eloquentiae. Neustadt/Haardt 1581.
- Poematum Libri IV. Neustadt/Haardt 1585.
- Poematum Lib. Quinctus. Speyer 1588.
- Oratio de Astronomia. Heidelberg 1589.
- Lacrimae in obitum […] Johannis Casimiri. Heidelberg 1592.
- Poematum Liber Sextus. Heidelberg 1591
- Nuptiae Palatinae seu Poematum Liber Octavus. Heidelberg 1594
- In Q Horati Flacci Artem Poeticam Paraphrasis. Heidelberg 1595
- De Nihilo et Parvo. In: Caspar Dornau (Hrsg.): Amphithcatrum Sapientiae. Hanau 1619
- Musae Palatinae. Neustadt/Haardt 1580.
- Tobias carm. Eleg. Redd., Heidelberg 1565
- Ars Poetica, Heidelberg 1581
- Odae, 1587